# Wojna polsko-ruska
Pour plus de détails, voir Fiche technique et Distribution.
Wojna polsko-ruska (en français : La Guerre polono-russe) est un film polonais réalisé par Xawery Żuławski, sorti en 2009 sur les écrans polonais. Le film est tiré du roman de Dorota Masłowska, Polococktail Party (titre original La Guerre polono-russe sous une bannière blanche et rouge), publié en 2002.

## Synopsis
« Silny », un garçon rebelle et agressif, a des problèmes avec sa petite amie, Magda. Durant plusieurs jours chaotiques, il se promène dans le quartier, prend de la drogue et se confronte à d'autres femmes.

## Fiche technique
- Titre original : Wojna polsko-ruska
- Titre québécois : La Guerre polono-russe[1]
- Réalisation : Xawery Żuławski
- Scénario : Xawery Żuławski
- Musique : Jarosław Karczmarczyk, Jan Komar et Filip Kuncewicz
- Costumes : Anna Englert
- Maquillage : Adriana Klemenska, Natalia Król et Aleksandra Dutkiewicz
- Photographie : Marian Prokop
- Son : Jaroslaw Bajdowski
- Production : Bozena Krakówka, Jacek Samojlowicz et Andrzej Szajna
- Sociétés de production :
- Distribution : ITI Cinema
- Pays de production : Pologne
- Format : couleur
- Durée :  minutes
- Dates de sortie :
  - Pologne : 22 mai 2009

## Distribution
- Borys Szyc : Andrzej Robakowski « Silny »
- Roma Gąsiorowska : Magda, petite amie de « Silny »
- Sonia Bohosiewicz : Natasza Blokus
- Maria Strzelecka : Andżela
- Anna Prus : Ala
- Bartłomiej Firlet : Kacper
- Michał Czernecki : « Lewy »
- Magdalena Czerwińska : Arleta, amie de Magda
- Ewa Kasprzyk : Maman de « Silny »
- Ireneusz Kozioł : Père de « Silny »
- Piotr Więcławski : Frère de « Silny »
- Dorota Masłowska : Dorota Masłowska
- Anna Maria Buczek : narratrice

## Distinctions[2]

### Récompenses
- Grenouille d'or du meilleur film polonais au Camerimage 2009
- Meilleur acteur pour Borys Szyc, meilleur son pour Mateusz Adamczyk, meilleurs costumes pour Anna Englert et Lion d'argent pour Xawery Żuławski au Festival du film polonais de Gdynia 2009
- Aigle du meilleur acteur dans un rôle principal pour Borys Szyc aux Prix du cinéma polonais 2009

### Sélections
- Nomination au Festival international du film d'Oldenbourg 2009
- Nomination pour le meilleur film et pour la meilleure actrice dans un second rôle pour Sonia Bohosiewicz aux Prix du cinéma polonais 2009